# Incidente del Tupolev Tu-154 dell'Aeronautica militare russa del 2016
L'incidente del Tupolev Tu-154 russo del 2016 è stato un disastro aereo, accaduto il 25 dicembre 2016 nei pressi delle coste del mar Nero vicino a Soči (Russia), che ha coinvolto un Tupolev Tu-154 decollato dall'aeroporto di Soči-Adler e diretto alla base aerea di Chmejmim in Siria. Nello schianto hanno perso la vita tutti gli 84 passeggeri e gli 8 membri dell'equipaggio.

## L'aereo
L'aeromobile coinvolto era un Tupolev 154B-2, con marche RA-85572, serie 83A-572, operativo dal 1983, con 6 689 ore di volo complessive accumulate.

## Passeggeri ed equipaggio
Dei 92 passeggeri e membri dell'equipaggio a bordo, 64 facevano parte del Coro dell'Armata Rossa, il coro ufficiale delle forze armate russe, compreso il direttore Valerij Chalilov. I membri dell'ensemble musicale erano in viaggio da Mosca alla base militare russa a Chmejmim vicino a Laodicea, in Siria, a partecipare a feste di Capodanno.
La lista passeggeri comprendeva anche l'operatrice umanitaria russa Elizaveta Glinka, il direttore del Dipartimento di Cultura del ministro della difesa della Federazione russa Anton Gubankov, sette soldati (oltre Khalilov), nove giornalisti e due funzionari civili.

## L'incidente
Il Tupolev è decollato alle 05:27 ora locale (02:27, 25 dicembre 2016 UTC) dalla città di Soči, in direzione della Siria. Due minuti dopo il decollo, l'aereo si è schiantato nel mar Nero a circa 1,5 chilometri dalla costa. I resti sono stati trovati ad una profondità compresa tra i 50 e i 70 metri. Tutte le 92 persone a bordo sono decedute nello schianto.

## Le indagini
Il 27 dicembre sono stati localizzati il registratore vocale della cabina di pilotaggio e quello dei dati di volo, entrambi recuperati e inviati a Mosca per essere analizzati. Il 28 dicembre sono stati recuperati in mare i corpi di 18 persone. Il 29 dicembre è stato ritrovato un terzo registratore contenente il backup dati del CVR e dell'FDR, il quale, nonostante fosse danneggiato, ha rivelato ulteriori informazioni.
Un funzionario russo ha sminuito la possibilità di un attacco terroristico come causa dell'incidente, concentrandosi piuttosto sulla possibilità di un errore meccanico o umano.
Un lampo luminoso sarebbe stato ripreso dalle telecamere di sorveglianza lungo la costa di Sochi prima dell'incidente. I testimoni hanno riferito ai giornalisti che l'aereo sembrava aver avuto problemi a guadagnare quota, aveva virato di 180 gradi, era iniziato a scendere e si era schiantato in mare.
Il 27 dicembre è stato riferito che una fonte investigativa aveva dichiarato all'agenzia di stampa Interfax che gli investigatori russi ritenevano che la causa dell'incidente fosse un guasto ai flap dell'aereo. Il portale di notizie Life.ru avrebbe ottenuto la registrazione delle ultime parole di uno dei piloti: "Comandante, stiamo precipitando". Non ci sono state conferme ufficiali.
Il 29 dicembre, il Servizio per la sicurezza del volo del Ministero russo ha annunciato che un'analisi preliminare dei dati del registratore vocale della cabina di pilotaggio aveva dimostrato che non si era verificata alcuna esplosione a bordo.
Il 16 gennaio, l'Interstate Aviation Committee, l'autorità civile che si occupa delle indagini sugli incidenti aerei in Russia, ha annunciato che un suo rappresentante avrebbe partecipato alle indagini.
Il 19 gennaio, Interfax ha riferito che, durante le ricerche subacquee, erano stati trovati anche i resti di un bombardiere sovietico Douglas A-20 Havoc/DB-7 Boston, fornito dagli Stati Uniti attraverso l'accordo Lend-Lease, precipitato il 15 novembre 1942.
Il 31 maggio 2017, il quotidiano russo Kommersant ha dichiarato che tutte le prove indicavano che il pilota, il maggiore Roman Volkov, aveva sofferto di un'illusione somatogravica. L'analisi dei dati di volo suggeriva che il pilota aveva "perso l'orientamento e ignorato gli strumenti, credendo che il jet stesse salendo troppo bruscamente". Si pensa che la stanchezza sia un fattore determinante. Secondo gli esperti, il pilota non si sentiva bene già a terra e aveva avuto difficoltà a portare l'aereo sulla pista corretta; non riusciva a capire da quale delle due piste dovesse decollare e da quale parte dovesse rullare. Un veicolo di scorta era stato impiegato per portarlo sulla pista corretta.
Il caso penale è stato archiviato nel dicembre 2019 per mancanza di corpus delicti. Tutti i materiali dell'indagine sono riservati.

## Conseguenze
La Russia ha osservato una giornata di lutto nazionale il 26 dicembre, su dichiarazione del presidente Vladimir Putin. Il ministro della Difesa russo Sergey Shoigu ha ordinato di conferire al Collegio musicale militare di Mosca l'onorificenza di Valery Khalilov.
Il 28 dicembre, il settimanale satirico francese Charlie Hebdo ha pubblicato diverse vignette che deridevano la tragedia. In risposta, un portavoce del Ministero della Difesa russo ha dichiarato: "Se questa, oserei dire, 'arte' è la vera manifestazione dei 'valori occidentali', allora coloro che li detengono e li sostengono sono condannati".